# Gordon Schnieder

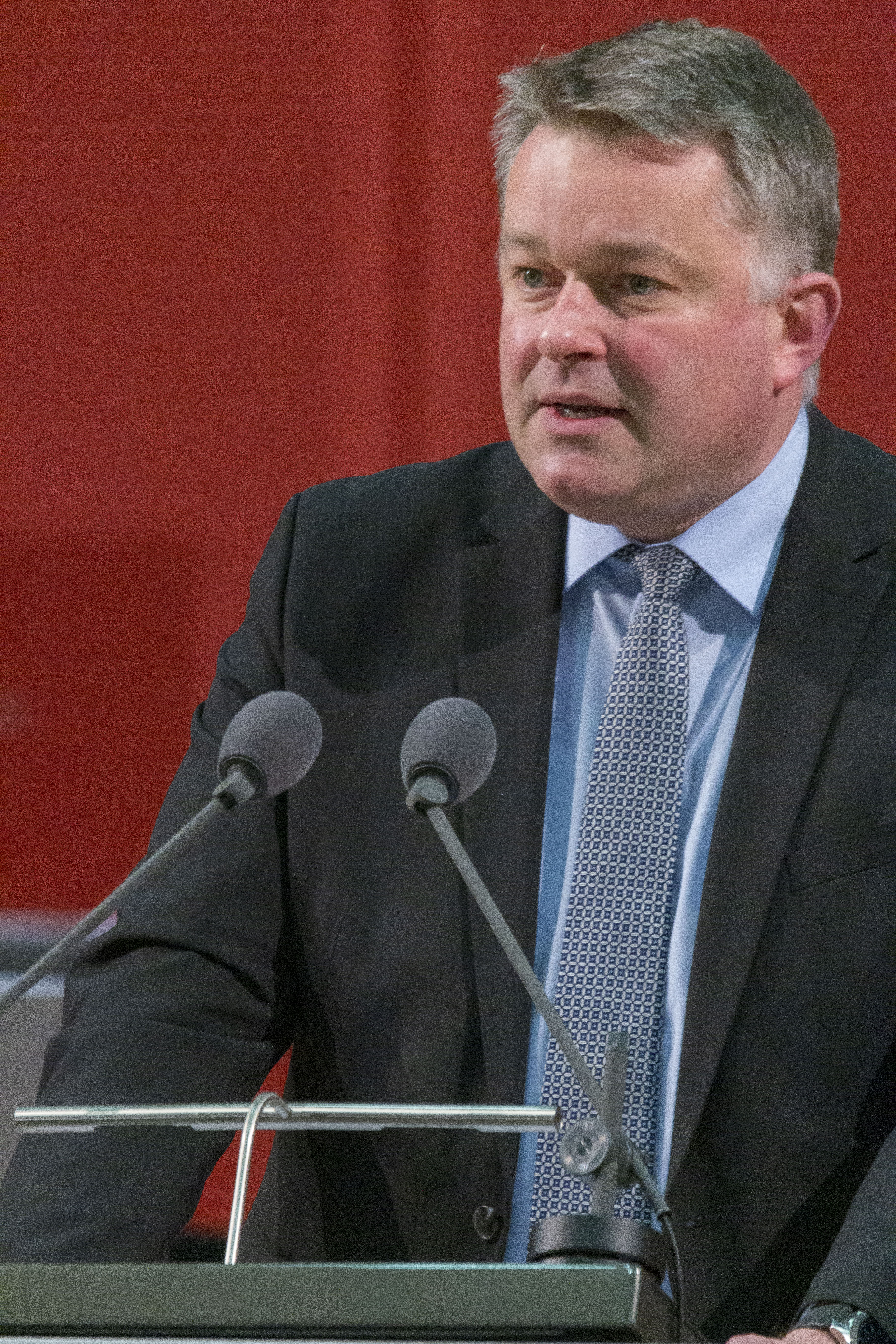
Gordon Schnieder (2021)

Gordon Schnieder (* 8. Juli 1975) ist ein deutscher Politiker (CDU). Seit 2016 ist er Abgeordneter im Landtag von Rheinland-Pfalz. Seit April 2023 ist er Fraktionsvorsitzender seiner Partei und somit auch Oppositionsführer im rheinland-pfälzischen Landtag. Seit September 2024 ist er Landesvorsitzender der CDU Rheinland-Pfalz. Er ist Spitzenkandidat seiner Partei für die Landtagswahl 2026.

## Leben
Gemeinsam mit drei Geschwistern, darunter der seit April 2025 Bundesverkehrsminister Patrick Schnieder, ist Gordon Schnieder in Birresborn im Landkreis Vulkaneifel aufgewachsen.
Nach dem Abitur in Gerolstein studierte Schnieder nach seinem Grundwehrdienst von 1995 bis 1998 an der Fachhochschule für Finanzen Nordrhein-Westfalen in Nordkirchen. Nach seinem Diplom als Finanzwirt war er bis 2001 in der Finanzverwaltung des Landes Nordrhein-Westfalen tätig, bevor er in die Kreisverwaltung des Eifelkreis Bitburg-Prüm wechselte. Dort war er von Januar 2002 bis April 2004 im Sitzungsdienst tätig. Von Mai 2004 bis März 2014 war er stv. Kämmerer des Eifelkreises Bitburg-Prüm. Von April 2014 bis zu seiner Wahl in den Landtag war er als Leiter der Kommunalaufsicht tätig.

## Politik
Gordon Schnieder trat 1991 in die CDU ein. 2004 trat Gordon Schnieder erstmals politisch – zunächst auf kommunaler Ebene – in Erscheinung und wurde in den Kreistag des Vulkaneifelkreises gewählt. Bei der Wahl zum Landrat des Landkreises Vulkaneifel 2007 konnte er sich nicht durchsetzen. In die Diskussion kam der Kommunalpolitiker im Hinblick auf seine Rolle bei der gescheiterten Fusion der Kreissparkasse Vulkaneifel mit der Kreissparkasse Bitburg-Prüm. Besonders die Eifelzeitung, vom Gründer des Unternehmens TechniSat Peter Lepper ins Leben gerufen, übte Kritik an ihm. Seit 2010 steht Schnieder der CDU im Vulkaneifelkreis und seit 2013 der CDU-Kreistagsfraktion vor. 2014 wurde er zum Ortsbürgermeister der Ortsgemeinde Birresborn gewählt.
Bei den Landtagswahlen 2016 und 2021 wurde er jeweils als Wahlkreiskandidat im Wahlkreis Vulkaneifel direkt in den rheinland-pfälzischen Landtag gewählt.
Gordon Schnieder war bis Dezember 2017 CDU-Obmann in der Enquete-Kommission Wirtschafts- und Standortfaktor Tourismus in Rheinland-Pfalz. Diese nahm im September desselben Jahres ihre Arbeit auf.
Schnieder ist seit August 2017 Landesvorsitzender der Kommunalpolitischen Vereinigung Rheinland-Pfalz und seit November 2019 stellvertretender Bundesvorsitzender der Kommunalpolitischen Vereinigung der CDU und CSU Deutschlands. Daneben ist Schnieder im März 2018 zum Vizepräsidenten des Landesmusikverbandes Rheinland-Pfalz gewählt worden.
Er wechselte im Dezember 2017 in den Innenausschuss des Landtages Rheinland-Pfalz und wurde Kommunalpolitischer Sprecher der CDU-Landtagsfraktion. In der 18. Wahlperiode ist Schnieder Mitglied im Innenausschuss und im Kulturausschuss. Gleichzeitig war er stellvertretender Vorsitzender der CDU-Landtagsfraktion. Am 22. März 2023 wurde er als Nachfolger von Christian Baldauf zum Vorsitzenden der Landtagsfraktion gewählt.
Am 21. September 2024 wurde Schnieder zum Landesvorsitzenden der CDU Rheinland-Pfalz und zu deren Spitzenkandidaten für die Landtagswahl 2026 gewählt.

## Privates
Schnieder lebt in Birresborn, ist verheiratet und hat drei Kinder. Er ist der Bruder des Bundestagsabgeordneten und Bundesministers für Verkehr Patrick Schnieder.
Er ist Mitglied der katholischen Studentenverbindung KDStV Asgard (Düsseldorf) Köln im CV.